# Nerax fulvibarbis
Nerax fulvibarbis là một loài ruồi trong họ Asilidae. Nerax fulvibarbis được Macquart miêu tả năm 1848. Loài này phân bố ở vùng Tân nhiệt đới.